# Inversione sessuale
L'inversione sessuale in biologia è il fenomeno per cui un individuo di un dato sesso, a un certo momento della sua vita, si trasforma acquistando i caratteri e le capacità funzionali proprie dell'altro sesso. 
Tale condizione si riscontra in molte specie di pesci e in alcuni anfibi, i quali conducono una parte dell'esistenza da maschi e un'altra da femmine, in alcuni il periodo maschile e femminile può alternarsi più volte.

## In sessuologia
A cavallo fra il XIX e il XX secolo in sessuologia fu indicata per molti decenni con tale definizione, in base alla teoria del terzo sesso, la condizione degli individui, soprattutto transessuali ma anche omosessuali, che manifestavano desideri sessuali e a volte comportamenti esteriori tipici del sesso opposto a quello a cui appartenevano dal punto di vista biologico. Questa seconda accezione è quella di gran lunga più nota al di fuori del campo della biologia, e viene usata colloquialmente anche come insulto o come definizione denigratoria per l'omosessualità, derivandone il termine "invertito" quale sinonimo pseudoscientifico di "omosessuale".
Questo uso fu proposto nel 1870 da Arrigo Tamassia come traduzione del tedesco "konträre Sexualempfindung" (reso in modo insoddisfacente fino ad allora come "sentire sessual-contrario") ed ebbe successo in italiano, ma fu adottato anche in francese e inglese.